# Breckenridge, Michigan
Breckenridge är en ort (village) i Gratiot County i Michigan. Vid 2010 års folkräkning hade Breckenridge 1 328 invånare.